# Моравски глас
„Моравски глас“ е български вестник, излизал в окупирания от Царство България Ниш по време на Първата световна война от юни 1917 година до изтеглянето на българските войски през 1918 година.

## История
| Годишнина | Броеве    | Дати                           |
| --------- | --------- | ------------------------------ |
| I         | 1 – 166   | 17 юни 1917 – 31 декември 1917 |
| II        | 167 – 391 | 2 януари 1918 – 1918           |

Редактор на вестника е П. Дилберов. Печата се в Областна печатница. Цената му е 5 стотинки, а годишният абонамент – 20 лева.
Вестникът е политико-информационен и стои на националистически позиции. Помества много статии и документи за българския характер на Поморавието.